# بطولة الخليج لهوكي الجليد 2016
بطولة الخليج لهوكي الجليد 2016- هي بطولة الخليج لهوكي الجليد الرابعة. والتي أُقيمت في الفترة ما بين 28 يناير و2 فبراير 2016م في
الدوحة، قطر. فاز منتخب الإمارات العربية المتحدة على نظيره القطري في المباراة النهائية للبطولة، ليحصد لقبه الرابع في البطولة. بينما احتلت الكويت المركز الثالث، بعد فوزها على عمان في مباراة الميدالية البرونزية.

## ملخص

تم تنظيم بطولة الخليج لهوكي الجليد 2016م، من قبل لجنة الرياضات الشتوية في قطر، وبدأت البطولة في 28 يناير 2016 في الدوحة، قطر، وأقيمت المباريات على ملعب فيلاجيو الجليدي.  شاركت مجددًا، كل من: الكويت، وعمان، والإمارات العربية المتحدة في بطولة الخليج الرابعة لهوكي الجليد، وشاركت قطر بوصفها الدولة المضيفة في المنافسة، وهو الظهور الثاني لقطر في البطولة.  تنافست الفرق الأربعة أولاً في مسابقة دور المجموعات، حيث تم تحديد تصنيفها في الدور نصف النهائي.  أنهى منتخب الإمارات العربية المتحدة دور المجموعات في المركز الأول بعد فوزه بجميع مبارياته الثلاث، وتم تصنيفه ضد منتخب عمان صاحب المركز الرابع الذي فشل في الفوز بأي من مبارياته.   وأنهى منتخب الكويت دور المجموعات في المركز الثاني، بعد فوزه على عمان في مباراته الافتتاحية، وقطر قبل أن يخسر أمام الإمارات العربية المتحدة في مباراته الثالثة.    واحتلت قطر، الدولة المضيفة، المركز الثالث بعد فوزها على عمان بنتيجة 5-3 في مباراتها الأخيرة من دور المجموعات. 
افتتحت الإمارات العربية المتحدة دور التصفيات في البطولة، بفوز ساحق 5-0 على عمان، وتقدمت إلى مباراة الميدالية الذهبية ضد قطر التي هزمت الكويت 5-3 في نصف النهائي.  فازت الإمارات العربية المتحدة بالبطولة، وذلك بعد فوزها على قطر بنتيجة 5-0 في مباراة الميدالية الذهبية، لتحصد لقبها الرابع في البطولة.  بينما حصلت قطر على أول ميدالية فضية لها في البطولة، حي سبق لقطر من قبل الفوز بالميدالية البرونزية في عام 2014م.  وحصلت الكويت على المركز الثالث، بعد فوزها على عمان بنتيجة 5-4 في مباراة الميدالية البرونزية. 

## دوري المجموعات
تم توزيع الفرق الأربعة المشاركة في البطولة، على شكل دورة واحدة. بعد انتهاء مباريات دور المجموعات، يتأهل الفريق المصنف الأول إلى الدور نصف النهائي، ضد الفريق المصنف الرابع، بينما يلعب الفريق المصنف الثاني في الدور نصف النهائي الثاني ضد الفريق الذي احتل المركز الثالث.
| م | الفريق                   | لعب | فوز | خسارة | له | عليه | الفارق | النقاط | ملاحظات                       |
| - | ------------------------ | --- | --- | ----- | -- | ---- | ------ | ------ | ----------------------------- |
| 1 | الإمارات العربية المتحدة | 3   | 3   | 0     | 25 | 0    | +25    | 9      | اللعب مع صاحب المركز الرابع   |
| 2 | الكويت                   | 3   | 2   | 1     | 24 | 12   | +12    | 6      | اللعب مع صاحب المركز الثالث   |
| 3 | قطر                      | 3   | 1   | 2     | 9  | 20   | -11    | 3      | اللعب مع صاحب المركز الثاني   |
| 4 | سلطنة عمان               | 3   | 0   | 3     | 4  | 30   | -26    | 0      | اللعب مع متصدر دوري المجموعات |

| م | تاريخ المباراة | فريق(1)                  | فريق (2)                 | نتيجة المباراة | ملعب المباراة         |
| - | -------------- | ------------------------ | ------------------------ | -------------- | --------------------- |
| 1 | 28 يناير 2016م | الكويت                   | سلطنة عمان               | 17 - 1         | ملعب الجليد في فلاجيو |
| 2 | 28 يناير 2016م | قطر                      | الإمارات العربية المتحدة | 0 - 10         | ملعب الجليد في فلاجيو |
| 3 | 29 يناير 2016م | الإمارات العربية المتحدة | سلطنة عمان               | 8 - 0          | ملعب الجليد في فلاجيو |
| 4 | 29 يناير 2016م | قطر                      | الكويت                   | 4 - 7          | ملعب الجليد في فلاجيو |
| 5 | 30 يناير 2016م | الإمارات العربية المتحدة | الكويت                   | 7 - 0          | ملعب الجليد في فلاجيو |
| 6 | 30 يناير 2016م | قطر                      | سلطنة عمان               | 5 - 3          | ملعب الجليد في فلاجيو |

## جولة التصفيات
|  | نصف النهائي              | نصف النهائي |   |          | النهائي                  | النهائي |
|  |                          |             |   |          |                          |         |
|  | 1 فبراير                 |             |   |          |                          |         |
|  | الإمارات العربية المتحدة | 5           |   |          |                          |         |
|  | عمان                     | 0           |   |          |                          |         |
|  |                          |             |   |          |                          |         |
|  |                          |             |   |          | 2 فبراير                 |         |
|  |                          |             |   |          | الإمارات العربية المتحدة | 5       |
|  |                          | قطر         | 0 |          |                          |         |
|  |                          |             |   |          |                          |         |
|  |                          |             |   |          |                          |         |
|  |                          |             |   |          | المركز الثالث            |         |
|  | 1 فبراير                 | 1 فبراير    |   | 2 فبراير | 2 فبراير                 |         |
|  | الكويت                   | 3           |   | عمان     | 4                        |         |
|  | قطر                      | 5           |   |          | الكويت                   | 5       |

### الدور نصف النهائي
| م | تاريخ المباراة | الفريق الأول             | الفريق الثاني | نتيجة المباراة | ملعب المباراة         | ملاحظات                                      |
| - | -------------- | ------------------------ | ------------- | -------------- | --------------------- | -------------------------------------------- |
| 1 | 1 فبراير 2016م | الإمارات العربية المتحدة | سلطنة عمان    | 5 - 0          | ملعب الجليد في فلاجيو | صعود الإمارات لملاقاة الفائز من المباراة (2) |
| 2 | 1 فبراير 2016م | الكويت                   | قطر           | 3 - 5          | ملعب الجليد في فلاجيو | صعود قطر لملاقاة الفائز من المباراة (1)      |

### مباراة الميدالية البرونزية
| م | تاريخ المباراة | الفريق الأول | الفريق الثاني | نتيجة المباراة | ملعب المباراة         | ملاحظات                                    |
| - | -------------- | ------------ | ------------- | -------------- | --------------------- | ------------------------------------------ |
| 1 | 2 فبراير 2016م | سلطنة عمان   | الكويت        | 4 - 5          | ملعب الجليد في فلاجيو | فوز الكويت وحصولها على الميدالية البرونزية |

### مباراة الميدالية الذهبية
| م | تاريخ المباراة | الفريق الأول             | الفريق الثاني | نتيجة المباراة | ملعب المباراة         | ملاحظات                                                                                         |
| - | -------------- | ------------------------ | ------------- | -------------- | --------------------- | ----------------------------------------------------------------------------------------------- |
| 1 | 2 فبراير 2016م | الإمارات العربية المتحدة | قطر           | 5 - 0          | ملعب الجليد في فلاجيو | فوز الإمارات وحصوله على اللقب الرابع له في البطولة، وحصول قطر على الفضية الأولى لها في البطولة. |